# Terza liceo 1939
Terza liceo 1939 è un breve romanzo scritto da Marcella Olschki e pubblicato per la prima volta nel 1954 dalle Edizioni Avanti!; nel 1956 fu premiato col Premio Bagutta Opera Prima 1954.
Esso rappresenta un viaggio nella scuola italiana ai tempi del fascismo. Tra propaganda, leggi razziali e privazioni della libertà personale, i ricordi di una studentessa di liceo ai tempi del regime.

## Edizioni
- Marcella Olschki, Terza liceo 1939, prefazione di Piero Calamandrei, Avanti!, 1954.
- Marcella Olschki, Terza liceo 1939, prefazione di Piero Calamandrei, Sellerio, 1993.